# Tir la Jocurile Olimpice de vară din 2012
Probele sportive de tir sportiv la Jocurile Olimpice de vară din 2012 se vor desfășura în perioada 28 iulie - 6 august 2012 la Royal Artillery Barracks din Woolwich. 390 de sportivi sunt așteptați să participe în 15 probe sportive. Categoriile sunt identice cu cele din 2008.

## Probe sportive
| Disciplină | Probă sportivă               | Masculin | Feminin |
| ---------- | ---------------------------- | -------- | ------- |
| Pușcă      | Pușcă 50 m, 3 poziții        | ✔        | ✔       |
| Pușcă      | Pușcă 50 m, culcat           | ✔        |         |
| Pușcă      | Pușcă cu aer comprimat 10 m  | ✔        | ✔       |
| Pistol     | Pistol 50 m                  | ✔        |         |
| Pistol     | Pistol 25 m                  |          | ✔       |
| Pistol     | Pistol 25 m viteză           | ✔        |         |
| Pistol     | Pistol cu aer comprimat 10 m | ✔        | ✔       |
| Talere     | Skeet                        | ✔        | ✔       |
| Talere     | Trap                         | ✔        | ✔       |
| Talere     | Trap dublu                   | ✔        |         |

## Calendar competițional
|  | Calificare |  | Finală |

| Probă sportivă               | Iulie/August | Iulie/August | Iulie/August | Iulie/August | Iulie/August | Iulie/August | Iulie/August | Iulie/August | Iulie/August | Iulie/August |
| Probă sportivă               | 28           | 29           | 30           | 31           | 1            | 2            | 3            | 4            | 5            | 6            |
| Masculin                     | Masculin     | Masculin     | Masculin     | Masculin     | Masculin     | Masculin     | Masculin     | Masculin     | Masculin     | Masculin     |
| ---------------------------- | ------------ | ------------ | ------------ | ------------ | ------------ | ------------ | ------------ | ------------ | ------------ | ------------ |
| Pistol cu aer comprimat 10 m |              |              |              |              |              |              |              |              |              |              |
| Pistol 25 m viteză           |              |              |              |              |              |              |              |              |              |              |
| Pistol 50 m                  |              |              |              |              |              |              |              |              |              |              |
| Pușcă 50 m (3 poziții)       |              |              |              |              |              |              |              |              |              |              |
| Pușcă 50 m, culcat           |              |              |              |              |              |              |              |              |              |              |
| Pușcă cu aer comprimat 10 m  |              |              |              |              |              |              |              |              |              |              |
| Skeet                        |              |              |              |              |              |              |              |              |              |              |
| Trap                         |              |              |              |              |              |              |              |              |              |              |
| Trap dublu                   |              |              |              |              |              |              |              |              |              |              |
| Feminin                      |              |              |              |              |              |              |              |              |              |              |
| Pistol cu aer comprimat 10 m |              |              |              |              |              |              |              |              |              |              |
| Pistol 25 m                  |              |              |              |              |              |              |              |              |              |              |
| Pușcă 50 m, 3 poziții        |              |              |              |              |              |              |              |              |              |              |
| Pușcă cu aer comprimat 10 m  |              |              |              |              |              |              |              |              |              |              |
| Skeet                        |              |              |              |              |              |              |              |              |              |              |
| Trap                         |              |              |              |              |              |              |              |              |              |              |
| Total                        | 2            | 2            | 1            | 1            | 1            | 1            | 2            | 2            | 1            | 2            |

## Câștigători

### Clasament pe medalii
| Loc   | Țară                       | Aur | Argint | Bronz | Total |
| ----- | -------------------------- | --- | ------ | ----- | ----- |
| 1     | Coreea de Sud              | 3   | 2      | 0     | 5     |
| 2     | Statele Unite ale Americii | 3   | 0      | 1     | 4     |
| 3     | Italia                     | 2   | 3      | 0     | 5     |
| 4     | China                      | 2   | 2      | 3     | 7     |
| 5     | Belarus                    | 1   | 0      | 0     | 1     |
| 5     | Croația                    | 1   | 0      | 0     | 1     |
| 5     | Cuba                       | 1   | 0      | 0     | 1     |
| 5     | Marea Britanie             | 1   | 0      | 0     | 1     |
| 5     | România                    | 1   | 0      | 0     | 1     |
| 10    | Franța                     | 0   | 1      | 1     | 2     |
| 10    | India                      | 0   | 1      | 1     | 2     |
| 10    | Serbia                     | 0   | 1      | 1     | 2     |
| 10    | Slovacia                   | 0   | 1      | 1     | 2     |
| 14    | Belgia                     | 0   | 1      | 0     | 1     |
| 14    | Danemarca                  | 0   | 1      | 0     | 1     |
| 14    | Polonia                    | 0   | 1      | 0     | 1     |
| 14    | Suedia                     | 0   | 1      | 0     | 1     |
| 18    | Ucraina                    | 0   | 0      | 2     | 2     |
| 19    | Cehia                      | 0   | 0      | 1     | 1     |
| 19    | Kuweit                     | 0   | 0      | 1     | 1     |
| 19    | Qatar                      | 0   | 0      | 1     | 1     |
| 19    | Rusia                      | 0   | 0      | 1     | 1     |
| 19    | Slovenia                   | 0   | 0      | 1     | 1     |
| Total | Total                      | 15  | 15     | 15    | 45    |

### Masculin
| Probă                        | Aur                                                | Argint                               | Bronz                                             |
| Pistol cu aer comprimat 10 m | Jin Jong-oh · Coreea de Sud (KOR)                  | Luca Tesconi · Italia (ITA)          | Andrija Zlatić · Serbia (SRB)                     |
| Pistol foc rapid 25 m        | Leuris Pupo · Cuba (CUB)                           | Vijay Kumar · India (IND)            | Ding Feng · China (CHN)                           |
| Pistol 50 m                  | Jin Jong-oh · Coreea de Sud (KOR)                  | Choi Young-rae · Coreea de Sud (KOR) | Wang Zhiwei · China (CHN)                         |
| Pușcă cu aer comprimat 10 m  | Alin Moldoveanu · România (ROU)                    | Niccolo Campriani · Italia (ITA)     | Gagan Narang · India (IND)                        |
| Pușcă culcat 50 m            | Siarhei Martînau · Belarus (BLR) (record mondial)  | Lionel Cox · Belgia (BEL)            | Rajmond Debevec · Slovenia (SLO)                  |
| Pușcă trei poziții 50 m      | Niccolo Campriani · Italia (ITA) (record olimpic)  | Kim Jong-hyun · Coreea de Sud (KOR)  | Matthew Emmons · Statele Unite ale Americii (USA) |
| Trap                         | Giovanni Cernogoraz · Croația (CRO)                | Massimo Fabbrizi · Italia (ITA)      | Fehaid Al-Deehani · Kuweit (KUW)                  |
| Dublu trap                   | Peter Wilson · Marea Britanie (GBR)                | Håkan Dahlby · Suedia (SWE)          | Vasili Mosin · Rusia (RUS)                        |
| Skeet                        | Vincent Hancock · Statele Unite ale Americii (USA) | Anders Golding · Danemarca (DEN)     | Nasser Al-Attiyah · Qatar (QAT)                   |

### Feminin
| Probă                        | Aur                                                                 | Argint                              | Bronz                            |
| Pistol cu aer comprimat 10 m | Guo Wenjun · China (CHN)                                            | Céline Goberville · Franța (FRA)    | Olena Kostevîci · Ucraina (UKR)  |
| Pușcă cu aer comprimat 10 m  | Yi Siling · China (CHN)                                             | Sylwia Bogacka · Polonia (POL)      | Yu Dan · China (CHN)             |
| Pistol 25 m                  | Kim Jang-Mi · Coreea de Sud (KOR)                                   | Chen Ying · China (CHN)             | Olena Kostevîci · Ucraina (UKR)  |
| Pușcă trei poziții 50 m      | Jamie Lynn Gray · Statele Unite ale Americii (USA) (record olimpic) | Ivana Maksimović · Serbia (SRB)     | Adéla Sýkorová · Cehia (CZE)     |
| Trap                         | Jessica Rossi · Italia (ITA) (record mondial)                       | Zuzana Štefečeková · Slovacia (SVK) | Delphine Réau · Franța (FRA)     |
| Skeet                        | Kim Rhode · Statele Unite ale Americii (USA) (record mondial)       | Wei Ning · China (CHN)              | Danka Barteková · Slovacia (SVK) |